# AK-103
Das AK-103 (russisch Автомат Калашникова АК-103, deutsche Transkription: Awtomat Kalaschnikowa AK-103) ist ein russisches Sturmgewehr.
Das AK-103 ist ein Nachfolger der AK-74. Die Waffe ist im Wesentlichen eine größer kalibrierte Version des AK-74M, die parallel zur AK-101 entwickelt wurde. Sie ist für das Kaliber 7,62 × 39 mm (M43-Patrone) ausgelegt und verbindet das Kaliber der AK-47 mit Entwicklungen aus AK-74 und AK-74M. Durch die Verwendung von Kunststoffkomponenten wurde das Gesamtgewicht verringert. Das AK-103 kann mit einer Vielzahl von Baugruppen wie beispielsweise Laser, Nachtsichtgerät und Zielfernrohr erweitert werden. Zusätzlich kann ein Schalldämpfer und ein GP-30-Granatwerfer angebracht werden.

## Technik

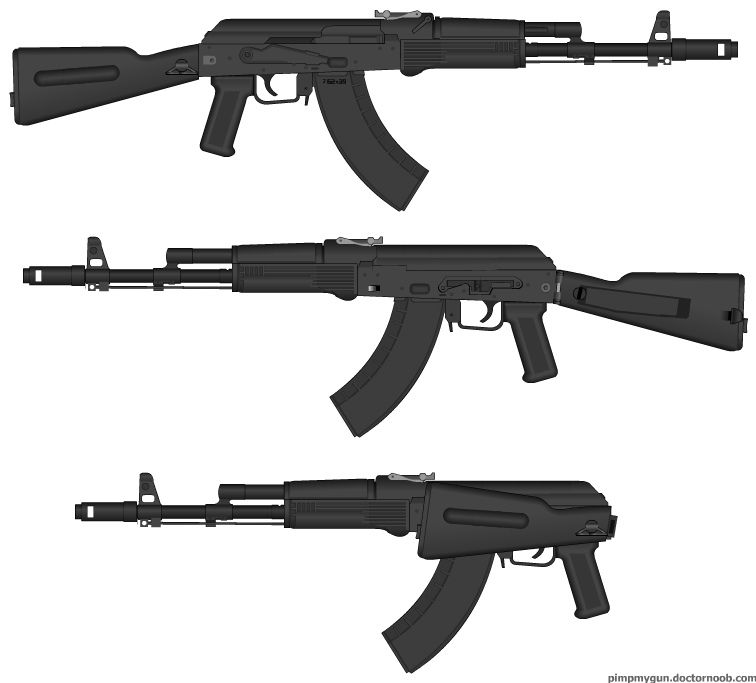
AK-103

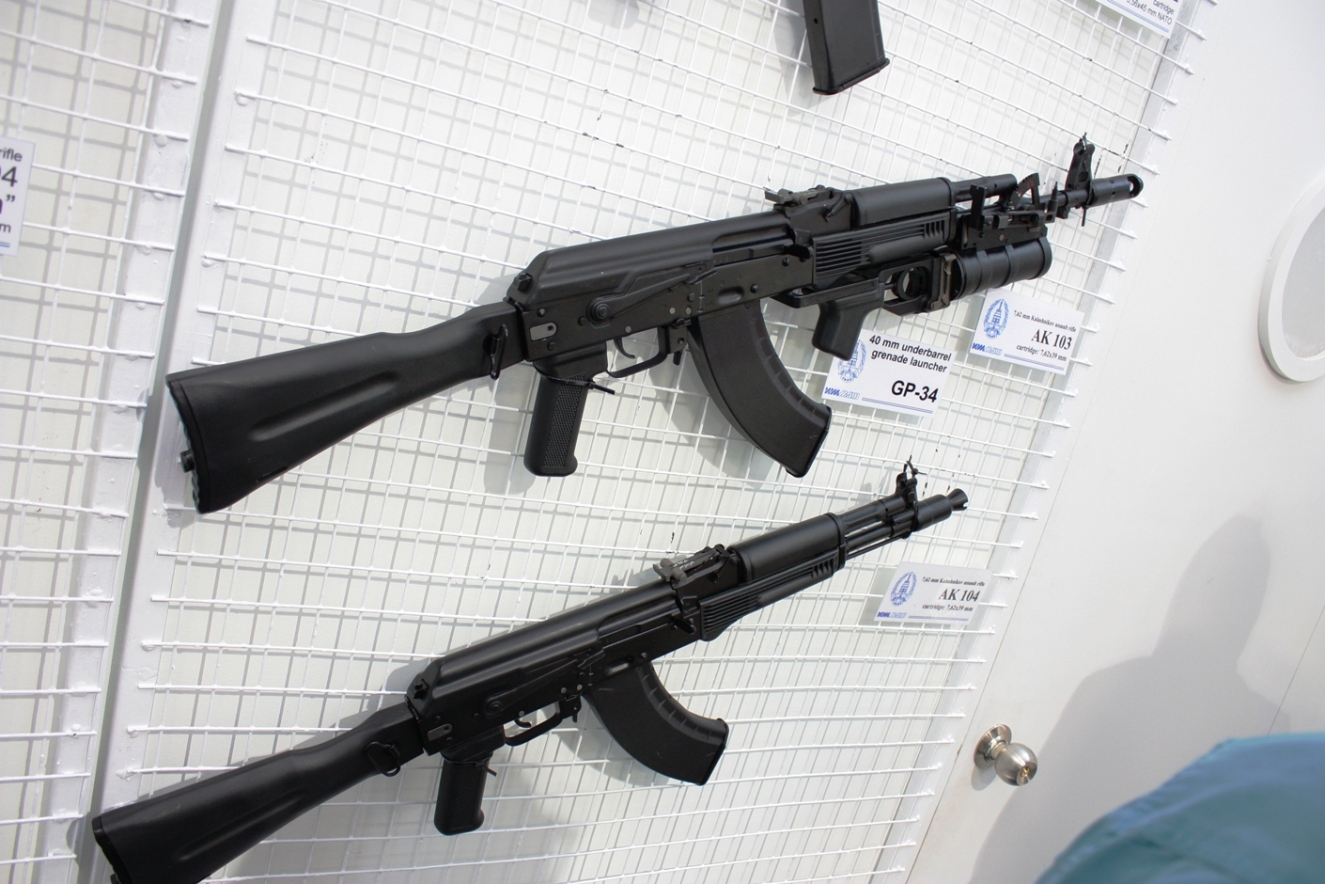
AK-103 mit Unterbaugranatwerfer und AK-104

Unterschiede zum AKM sind ein 90-Grad-Gasblock im AK-74-Stil und ein Handschutz vom Typ AK-74, der aus schwarzem Kunststoff besteht und mit einem Hitzeschild ausgestattet ist.

## Versionen
Das AK-104 ist die kompakte Version des AK-103. Es kombiniert die Eigenschaften des älteren AKS-74U-Sturmgewehres mit Neuerungen des AK-74M-Sturmgewehres, wodurch eine höhere Präzision erreicht wird.

## Lizenzen
- Libyen – Libyen wollte eine Fabrik bauen, um das AK-103 im eigenen Land zu produzieren. Jedoch ist unklar, ob dies seit dem Ausbruch des Libyschen Bürgerkrieges im Jahr 2011 unter einer neuen Regierung fortgesetzt wird. Der Vertrag hätte einen Wert von 600 Millionen US-Dollar gehabt.[1]
- Venezuela – Die venezolanische Staatsfirma Companía Anónima de Industrias Militares hatte eine Lizenz erworben.[2]
- Indien – Das russische Rüstungsunternehmen Ischmasch vergab eine Lizenz zur Produktion der AK-103 an ein privates indisches Rüstungsunternehmen.[3]
- Saudi-Arabien – Der russische staatliche Waffenhändler Rosoboronexport und Saudi Arabian Military Industries (Sami) haben im Rahmen der Russland-Reise des saudischen Königs im November 2017 ein Memorandum zum Verkauf von Waffen unterzeichnet[4][5]

## Nutzer
- Russland – Das AK-103 wurde in Russland vom Wachdienst des FSB und Teilen der Justizbehörde beschafft; die Armee führte es nicht ein.[6]
- Venezuela – Venezuelas Streitkräfte wollen ihre FN FAL durch AK-103 ersetzen und haben 100.000 Gewehre von Russland gekauft.[2]